# Jo Byrns
Joseph Wellington "Jo" Byrns, född 20 juli 1869 i Robertson County, Tennessee, död 4 juni 1936 i Washington, D.C., var en amerikansk demokratisk politiker.
Byrns var Talman i USA:s representanthus 1935–1936.

## Biografi
Byrns visade sig tidigt vara intresserad av politiken. Han invaldes 1894 som ledamot av Tennessees representanthus och omvaldes därefter 1896 och 1898. Han invaldes som senator i Tennessees senat år 1900. Två år senare kandiderade han till distriktsåklagare i Davidson County, Tennessee, men blev inte invald. Det var hans enda misslyckade politiska kampanj.
1908 kandiderade han till USA:s representanthus för första gången. Han blev invald och var ledamot av representanthuset från mars 1909 tills han sommaren 1936 avled som talman.
Byrns var majoritetsledare i USA:s representanthus 1933-1935 och därefter talman. När han dog hade han planerat fortsätta som talman. Begravningen hölls i Kapitoliumbyggnaden. Hans grav finns på Mount Olivet Cemetery i Nashville. Sonen Jo Byrns, Jr. var senare ledamot av representanthuset för en mandatperiod.